# David Hyatt
 (septembre 2012).
Si vous disposez d'ouvrages ou d'articles de référence ou si vous connaissez des sites web de qualité traitant du thème abordé ici, merci de compléter l'article en donnant les références utiles à sa vérifiabilité et en les liant à la section « Notes et références ».
David Hyatt est un développeur américain travaillant chez Apple depuis le 15 juillet 2002, où il est le développeur principal du navigateur Safari et du framework WebKit.
Employé chez Netscape de 1997 à 2002 où il contribuait à Mozilla, il est à l'origine du projet Camino initié début 2002, puis il fut le cofondateur du projet Firefox, avec Blake Ross dans le milieu de l'année 2002, et enfin il fut engagé par Apple pour créer Safari. On lui attribue la mise en œuvre de la navigation par onglets chez ces trois navigateurs.
C'est également le créateur de XUL et XBL pour lesquels il a écrit les premières spécifications.